# Mouchin
Mouchin is een gemeente in het Franse Noorderdepartement (regio Hauts-de-France). De gemeente telde 1.466 inwoners op 1 januari 2022 en maakt deel uit van het arrondissement Rijsel. De gemeente ligt tegen de grens met België. Ten westen van het dorpscentrum ligt het gehucht Bercu.

## Geografie
De oppervlakte van Mouchin bedroeg op 1 januari 2022 9,19 vierkante kilometer; de bevolkingsdichtheid was toen 159,5 inwoners per km².

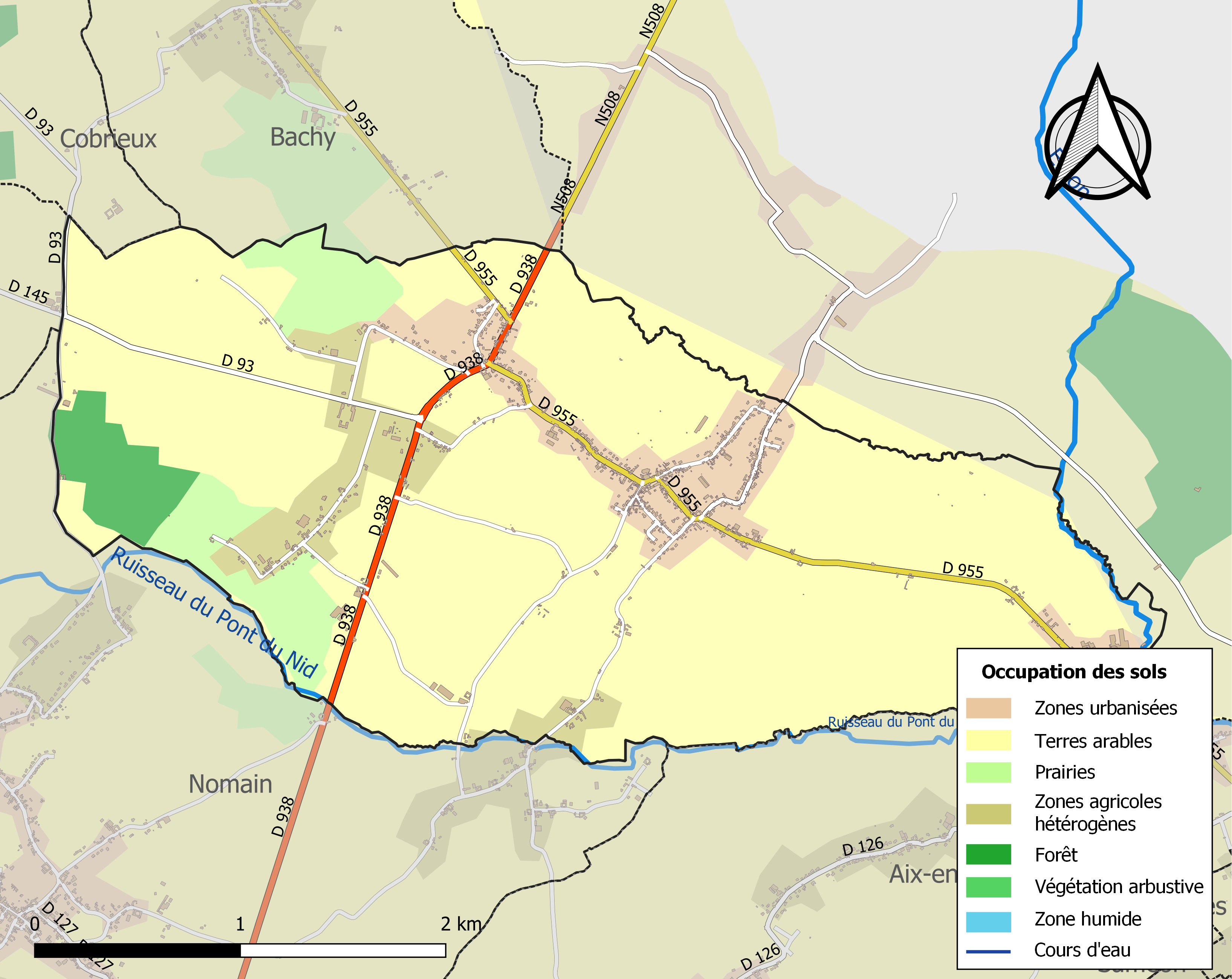
Kaart van de gemeente met belangrijkste infrastructuur, bodemgebruik en omliggende gemeenten

## Bezienswaardigheden
- De Sint-Petrus van Antiochiëkerk (Église Saint-Pierre d'Antioche) is een classicistisch kerkgebouw van 1789-1790 dat enkele altaren in barokstijl bezit, evenals een 18e-eeuwse preekstoel. In 1880 werd de kerk aangepast met elementen in neorenaissance en neobyzantijnse stijl.
- Op de gemeentelijke begraafplaats van Mouchin bevindt zich een Brits oorlogsgraf uit de Tweede Wereldoorlog.
- Het Kasteel van Bercu was de zetel van een heerlijkheid en na de Franse revolutie kwam er een brouwerij en een kaasmakerij in, waar de Mouchinette werd vervaardigd.

## Natuur en landschap
Mouchin ligt aan de Belgisch-Franse grens. De hoogte aan de kerk bedraagt 40 meter.

## Demografie
Onderstaande figuur toont het verloop van het inwonertal (bron: INSEE-tellingen).

## Verkeer en vervoer
In Mouchin kruisen de weg tussen Douai en het Belgische Doornik en de weg tussen Rijsel en Saint-Amand-les-Eaux elkaar.

## Nabijgelegen kernen
La Glanerie, Bourghelles, Genech, Nomain, Aix-en-Pévèle, Rumegies